# Чемпионат Москвы по футболу 1935 (весна)
Чемпионат Москвы по футболу 1935 (весна) стал ХХХIХ -м первенством столицы.
Чемпионат был проведен Московским Городским Советом Физической Культуры (МГСФК). Высшая (с этого сезона носившая название «Класс А») и вторая по силе («Класс Б») группы команд — получившие статус команд-мастеров — разыгрывали первенство Москвы.
Все остальные группы разыгрывали первенство Московского Городского Совета Профессиональных Союзов (МГСПС).
Победителем среди команд мастеров в «Классе А» стала команда «Динамо».

## Организация и проведение турнира
Чемпионат проводился в двух группах (Классе А и Классе Б) по 8 команд.
Соревнования команд мастеров с этого сезона являлись самостоятельным первенством вне "клубного «зачета».
В своем соревновании клубы выставляли по пять команд (I—IV и «старички»). С этого сезона каждая из клубных команд соревновалась в отдельном турнире (очки команд не суммировались, как в прежние годы) и приносила в «клубный зачет» определённое количество очков в зависимости от занятого в своем турнире места.
Все команды получали теперь за победу 3 очка, ничью — 2, поражение — 1, неявку — 0; за каждое удаление с команды снималось ½ очка.
В Классе А выступали 8 клубов:
- «Спартак»
- «Динамо»
- ЗиС
- «Электрозавод»
- «Серп и Молот»
- ЦДКА
- ЗиФ
- «Казанка»

## Ход турнира (Класс А)
Чемпионат стартовал 12 мая. Игры прошли в один круг.
С самого начала календарь турнира подвергся серьёзным испытаниям — в интересах сборных команд и клубных турне был перенесен ряд игр. Тем не менее, 12 июня был сыгран 6 тур, но затем проводившиеся в это же время Чемпионат СССР среди сборных команд городов, первенство ВЦСПС и другие обстоятельства никак не позволяли завершить турнир. Спустя полтора месяца — в конце июля (!) — МГСФК своим постановлением обязал команды мастеров Класса А доиграть оставшиеся пять игр весеннего первенства с назначением конкретных дат игр, из которых к указанному времени была сыграна лишь одна. В конце концов турнир был все же закончен к 20 августа — за неделю до старта осеннего первенства — при этом команде «Динамо», игроки которой были более всех востребованы в различных сборных, пришлось пойти на неявку (с получением нуля очков) в матче с ЦДКА, поскольку к установленной дате матча с армейцами практически все динамовские футболисты были вне клуба.

### Турнирная таблица
| № | Команды        | 1   | 2    | 3   | 4   | 5   | 6   | 7   | 8    | В | Н | П | М       | О   |
| - | -------------- | --- | ---- | --- | --- | --- | --- | --- | ---- | - | - | - | ------- | --- |
|   | «Динамо»       |     | 2:0  | -:+ | 1:0 | 2:1 | 2:0 | 3:0 | 4:1  | 6 | 0 | 1 | 14 — 2  | 18  |
|   | «Спартак»      | 0:2 |      | 8:0 | 6:2 | 3:2 | 1:3 | 5:0 | 10:1 | 5 | 0 | 2 | 33 — 10 | 16½ |
|   | ЦДКА           | +:- | 0:8  |     | 1:1 | 0:1 | 5:0 | 2:2 | 2:1  | 3 | 2 | 2 | 10 — 13 | 15  |
| 4 | «Электрозавод» | 0:1 | 2:6  | 1:1 |     | 2:1 | 1:0 | 2:2 | 2:2  | 2 | 3 | 2 | 10 — 13 | 14  |
| 5 | «Серп и Молот» | 1:2 | 2:3  | 1:0 | 1:2 |     | 1:4 | 4:0 | 6:0  | 3 | 0 | 4 | 16 — 11 | 13  |
| 6 | «Казанка»      | 0:2 | 3:1  | 0:5 | 0:1 | 4:1 |     | 0:1 | 3:2  | 3 | 0 | 4 | 10 — 14 | 12  |
| 7 | ЗиФ            | 0:3 | 0:5  | 2:2 | 2:2 | 0:4 | 2:0 |     | 0:4  | 1 | 2 | 4 | 6 — 20  | 11  |
| 8 | ЗиС            | 1:4 | 1:10 | 1:2 | 2:2 | 0:6 | 2:3 | 4:0 |      | 1 | 1 | 5 | 11 — 27 | 9½  |

### Матчи
| 12 мая | «Казанка»                                              | 3:1     | «Спартак»      | КЖД              |
| | - И.Андреев 18′ (пен.) - Н.Морозов 70′ - А.Семенов 87′ | (отчёт) | - 57′ Величкин | Судья: Н.Корнеев |
| Казанка: ... Рожнов 8', Лавров, Киреев (Г.Артемьев), И.Андреев, Н.Морозов, А.Семенов... · Спартак: Рыжов - Ал.Старостин, Г.Путилин - ..., Ан.Старостин ~85', Леута - Н.Старостин, П.Старостин, В.Степанов, Комаров, Величкин |                                                        |         |                |                  |

| 12 мая                                 | ЦДКА | 2:2 | ЗиФ                 | «ЦДКА» |
|                                        |      |     | - 2:2′ (авт.) Жуков |        |
| ЦДКА: С.Леонов - Лясковский, Жуков ... |      |     |                     |        |

| 12 мая | ЗиС | 2:2 | «Электрозавод» | ЗиС |

| 2 июня (перенос) | «Динамо»                  | 2:1     | «Серп и Молот»  | Рабпроса                         |
| | - Смирнов 56′ - Ильин 73′ | (отчёт) | - 26′ В.Блинков | Зрителей: 8 000 Судья: Я.Медовар |
| Динамо: Фокин - Корчебоков,Тетерин - Лапшин, Коротков, Рёмин - Пономарёв, Якушин, Иванов (46' Смирнов), Павлов, Ильин Серп и Молот: Гучков - Булгаков, Н.Ильин ... - Потапов, В.Блинков, Богданов ... |                           |         |                 |                                  |

| 18 мая               | ЦДКА | 5:0 | «Казанка» |  |
| ЦДКА: С.Леонов - ... |      |     |           |  |

| 18 мая | «Динамо»                          | 4:1     | ЗиС                         | «Динамо»                          |
| | - Якушин 28′ 65′ - Павлов 60′ 84′ | (отчёт) | - 68′ В.Семёнов - 1Т'(пен.) | Зрителей: 10 000 Судья: Н.Корнеев |
| Динамо: Квасников - Корчебоков,Тетерин - Дубинин, Селин, Рёмин - Лапшин, Савостьянов, Якушин, Павлов, Ильин · ЗиС: Виноградов - Епишин , Поляков - Маслов, Жуков, Ершов - Шумов, Орлов, Курапов, В.Семенов , Емельянов |                                   |         |                             |                                   |

| 18 мая                                                              | «Спартак» | 6:2 | «Электрозавод» | стадион союза шоферов |
| Спартак: ... Н.Старостин, П.Старостин, Никифоров, Комаров, Величкин |           |     |                |                       |

| 18 мая | «Серп и Молот» | 4:0 | ЗиФ |  |

| 24 мая | «Спартак»                                                                                   | 8:0     | ЦДКА | «Трехгорка»      |
| | - П.Старостин 10′ 35′ 48′ 65′ - Никифоров 15′ - Н.Старостин 45′ - Леута 54′ - Величкин 8:0′ | (отчёт) |      | Зрителей: ~5 000 |
| Спартак: ... Леута - Н.Старостин, П.Старостин, Никифоров, Комаров, Величкин ЦДКА: ... Саванов, Щавелев ... |                                                                                             |         |      |                  |

| 24 мая | «Динамо»     | 1:0     | «Электрозавод»       | Рабпроса                        |
| | - Щербов 65′ | (отчёт) | - 33'(пен.) Митронов | Зрителей: 8 000 Судья: А.Якушин |
| Динамо: Квасников - Корчебоков,Тетерин - Дубинин, Селин , Рёмин - Пономарёв, Якушин, Смирнов, Павлов, Щербов Электрозавод: Ефимов - Пчеликов, Герасимов - Спиридонов, Глебов, Барляев - Козлов, Бушуев, Анисимов, Митронов, Е.Москвин |              |         |                      |                                 |

| 24 мая | «Казанка» | 4:1 | «Серп и Молот» | КЖД |

| ? (перенос; не позднее 27 июл) | ЗиС | 4:0 | ЗиФ |  |

| 30 мая | «Спартак»                            | 3:2     | «Серп и Молот»                                       | СиМ              |
| | - Величкин 10′ 88′ - Н.Старостин 37′ | (отчёт) | - 15′ Г.Богданов - 33′ Потапов - 2:3(пен.) ?.Морозов | Зрителей: 10 000 |
| Спартак: Рыжов - ?.Старостин, Максимов, Леута, Н.Старостин, В.Степанов, Величкин ... Серп и Молот: ... Г.Богданов, Потапов, ?.Морозов ... |                                      |         |                                                      |                  |

| 30 мая | ЦДКА | 1:1 | «Электрозавод» | «Красные Сокольники» |

| 1 июля (перенос)                              | «Казанка»                        | 3:2     | ЗиС |  |
|                                               | - Н.Морозов - Лавров - А.Семенов | (отчёт) |     |  |
| Казанка: ... Н.Морозов, Лавров, А.Семенов ... |                                  |         |     |  |

| 6 июн | «Спартак» | 10:1 | ЗиС | «Трехгорка» |

| 6 июн | «Серп и Молот» | 1:0 | ЦДКА | ЦДКА |

| 6 июн | ЗиФ | 2:2 | «Электрозавод» | ЗиФ |

| 6 июн | «Динамо»         | 2:0     | «Казанка» | КОР                              |
| | - Якушин 62′ 86′ | (отчёт) |           | Зрителей: 6 000 Судья: Н.Корнеев |
| Динамо: Квасников - Корчебоков,Тетерин - Дубинин, Селин, Рёмин -Лапшин, Якушин, Смирнов (75' Иванов), Павлов, Ильин Казанка: Разумовский - Соколов... - Артемьев, Морозов ... |                  |         |           |                                  |

| 12 июн | «Электрозавод» | 2:1 | «Серп и Молот» | «Красные Сокольники» |

| 12 июн | ЗиФ | 2:0 | «Казанка» | Лесдрев |

| 6 июл | «Электрозавод» | 1:0 | «Казанка» |  |

| 6 июл | «Серп и Молот» | 6:0 | ЗиС | СиМ |

| 6 авг | «Динамо»                  | 2:0     | «Спартак»            | «Динамо»                          |
| | - Павлов 25′ - Лапшин 33′ | (отчёт) | - 85'(пен.) Степанов | Зрителей: 15 000 Судья: А.Щелчков |
| Динамо: Квасников - Корчебоков,Тетерин - Дубинин, Селин, Рёмин - Лапшин, Якушин, Смирнов, Павлов, Ильин Спартак: Рыжов (25' Акимов) - Ал-др Старостин, Путилин - Максимов, Н.Глазков, Леута - Н.Старостин , П.Старостин, В.Степанов, Никифоров, Величкин |                           |         |                      |                                   |

| 12 авг              | ЦДКА                         | 2:1 | ЗиС | ЗиС |
|                     | - ? 1:0′ (пен.) - Лесин 2:1′ |     |     |     |
| ЦДКА: ... Лесин ... |                              |     |     |     |

| 18 авг | ЦДКА | +:- (неявка) | «Динамо» |  |
|        |      | (отчёт)      |          |  |

| 18 авг | «Спартак» | 5:0 | ЗиФ | Рабпроса |

| 20 авг | «Динамо»                             | 3:0     | ЗиФ | «Динамо»                         |
| | - Ильин 6′ - Селин 28′ - Смирнов 68′ | (отчёт) |     | Зрителей: 8 000 Судья: Н.Корнеев |
| Динамо: Фокин - Корчебоков,Коротков - Дубинин, Селин, Рёмин - Лапшин (46' Пономарёв), Смирнов, Иванов, Павлов, Ильин ЗиФ: Есенин - Федотов, Карелин - Корнилов, Андр.Ржевцев, Михайлов - Никифоров (46' Репин), Волков , Чиковани, Ильичев, Теренков |                                      |         |     |                                  |

## Класс Б
Победитель — команда завода «Динамо» им. Кирова
Анонсировался переходной матч между худшей командой класса А (ЗиС) и лучшей командой класса Б (завод «Динамо»), но отчета о нём нет в источниках. Тем не менее, в осеннем первенстве участвовала команда ЗиС.

## "Клубный «зачет» (без команд мастеров)
Победитель — «Динамо»